# Paul Busch (Physiker)
Paul Busch (* 2. Februar 1955 in Bensberg; † 9. Juni 2018)  war ein deutscher theoretischer Physiker und Wissenschaftsphilosoph.
Busch studierte Physik, Mathematik und Philosophie an der Universität zu Köln und promovierte dort 1982 in theoretischer Physik. Als Post-Doktorand war er an der Universität Köln bei Peter Mittelstaedt und am Max-Planck-Institut für Biophysikalische Chemie in Göttingen (Assistent 1986/87). 1982 bis 1987 war er Assistent in Köln. 1988 habilitierte er sich und wurde Hochschuldozent für theoretische Physik in Köln und war dort 1994 bis 2002 außerplanmäßiger Professor. Außerdem war er Adjunct Professor an der Universität Turku, wo er seit 1991 externer Dozent war. 1995/96 war er Lecturer,  1996 bis 2001 Reader und  danach bis 2005 Professor an der University of Hull und ab 2005 Professor an der University of York.
Er war Gastwissenschaftler oder Gastprofessor an der Florida Atlantic University (1986) in Boca Raton, der Universität Heidelberg (1994), der Harvard University bei Roy Glauber (1994/95, mit Fedor-Lynen-Stipendium) und 2005 bis 2007 am Perimeter Institute (Gast-Forschungsprofessur).
Schwerpunkt seiner Forschung war die Quantentheorie der Messung, Grundlagen der Quantenphysik und quantentheoretische Information, der Messprozess in der relativistischen Quantentheorie, Theorie positiver operatorwertiger Maße (POV), Theorie der Struktur der Menge der Quantenobservablen (gemeinsame Messbarkeit, Unschärfemaße und -relationen) und der Begriff der unscharfen Quantenrealität.
2008 wurde er Mitglied der Académie Internationale de Philosophie des Sciences und 2015 des Foundational Questions Institute (FQXi). 2017/18 erhielt er eine Royal Society Leverhulme Trust Senior Research Fellowship. 2016 bis 2018 war er Präsident der International Quantum Structures Association.
Busch war einer der Herausgeber der Zeitschrift Foundations of Physics und der Reihe von Monographien Fundamental Theories of Physics im Springer Verlag.

## Schriften
- mit Pekka J. Lahti, Peter Mittelstaedt: The quantum theory of measurement, Springer 1991, 2. Auflage 1996
- mit Marian Grabowski, Pekka J. Lahti: Operational quantum physics, Springer 1995, 2. Auflage 1997, 2001[2]
- mit  Pekka Lahti, Juha-Pekka Pellonpää, Kari Ylinen: Quantum Measurement, Springer 2016
- mit T. Heinonen, P. Lahti: Heisenbergs Uncertainty Principle, Physics Reports 2007